# 1510

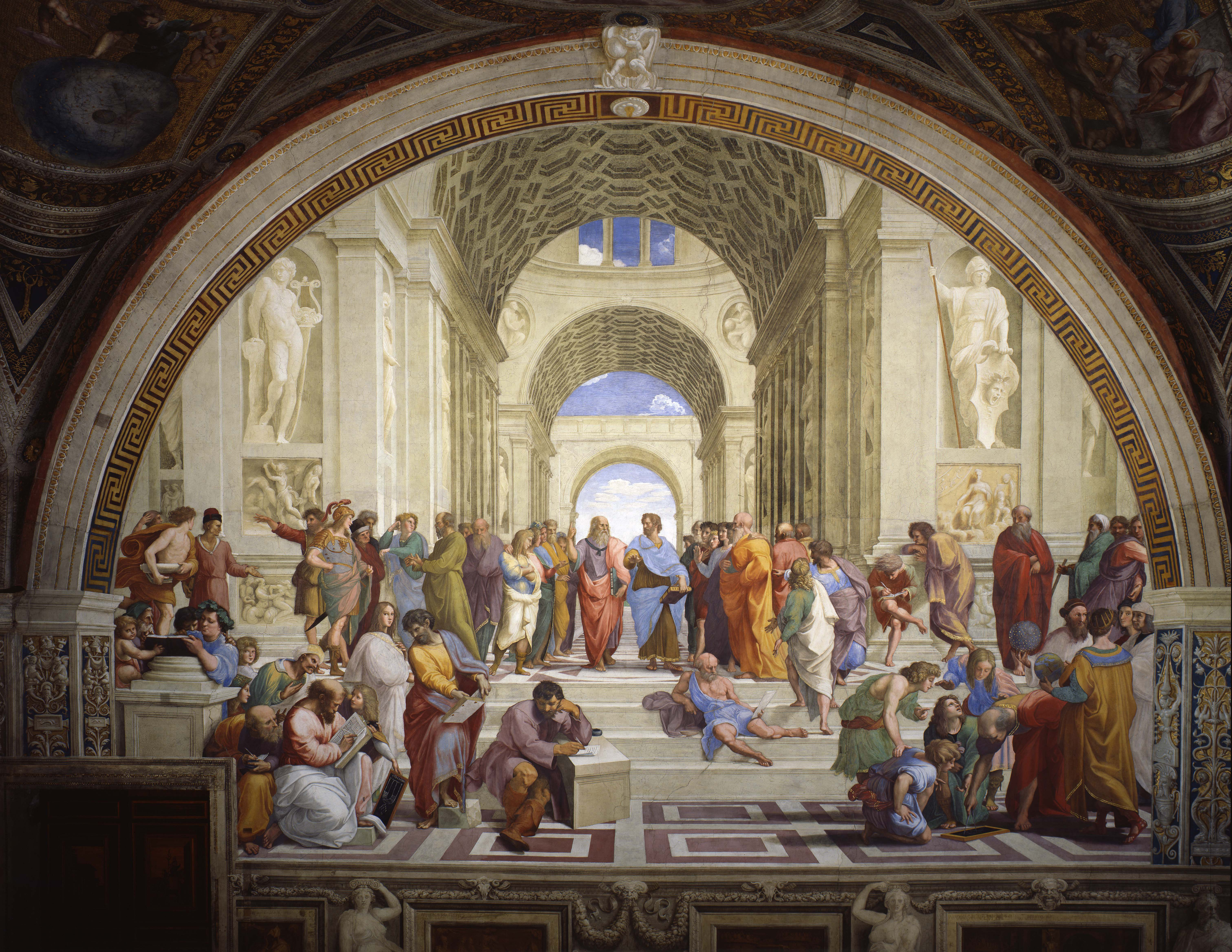
Rafaël: De school van Athene (1509-1510)

Het jaar 1510 is het 10e jaar in de 16e eeuw volgens de christelijke jaartelling.

## Gebeurtenissen
- 4 februari - Karel van Gelre, die het Oversticht is binnengevallen, begint het Beleg van Oldenzaal.
  - 25 maart - Oldenzaal geeft zich over.
  - 14 april - Bisschop Frederik van Baden en Floris van Egmont beginnen een tegenbeleg.
  - 2 mei - Frederik van Baden herovert Oldenzaal.
- 24 juli - De Spaanse Habsburgers veroveren Tripolitanië in Noord-Afrika.
- 17 augustus - De Engelse staatslieden Edmund Dudley en Richard Empson worden terechtgesteld op beschuldiging van verraad.
- De Portugezen onder Afonso d'Albuquerque veroveren Goa, en maken het tot hoofdstad van de Portugese bezittingen in Azië.
- Vasili III van Moskou annexeert Pskov bij Moskovië.
- Einde van de Salpeteroorlog. De Tarasken verliezen van een verbond van steden onder leiding van Colima.
- Nombre de Dios op de landengte van Panama, de eerste Spaanse nederzetting op het vasteland van Amerika, wordt gesticht door Diego de Nicuesa.
- Alfonso I d'Este, hertogdom van Ferrara en Modena, wordt geëxcommuniceerd. Het pauselijk leger onder Lorenzo II de' Medici neemt zijn gebieden in.
- In Brandenburg wordt een proces wegens hostieschending gevoerd dat zal leiden tot massale uitzetting van de Joden.
- Oud-Breskenspolder wordt ingedijkt.

## Beeldende kunst

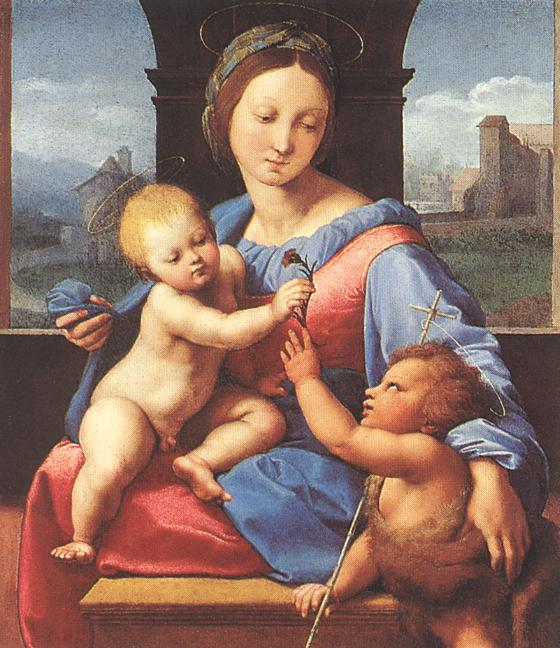
Rafaël: Aldobrendini Madonna
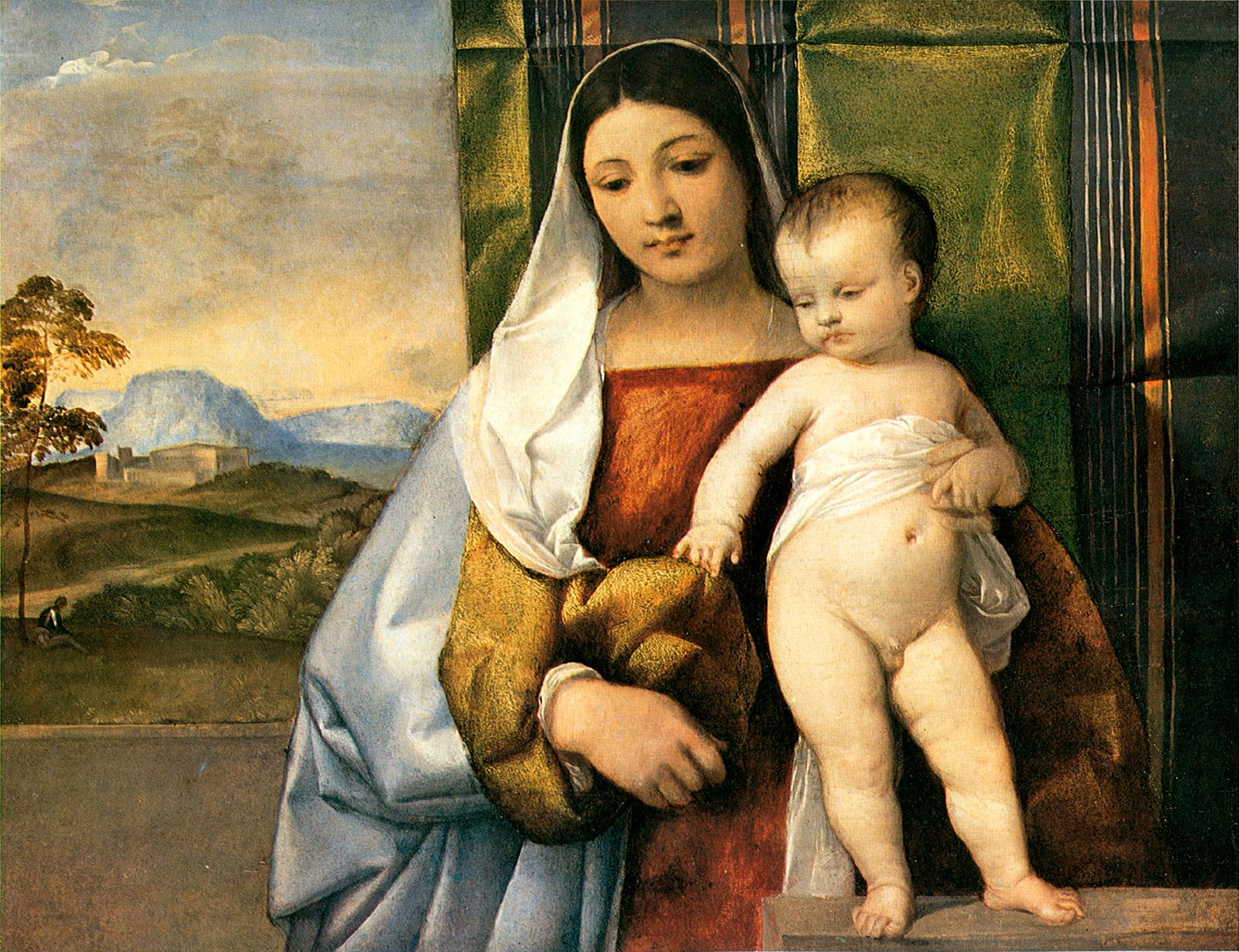
Titiaan: Zigeunermadonna
Vittore Carpaccio: Jonge Ridder in een Landschap
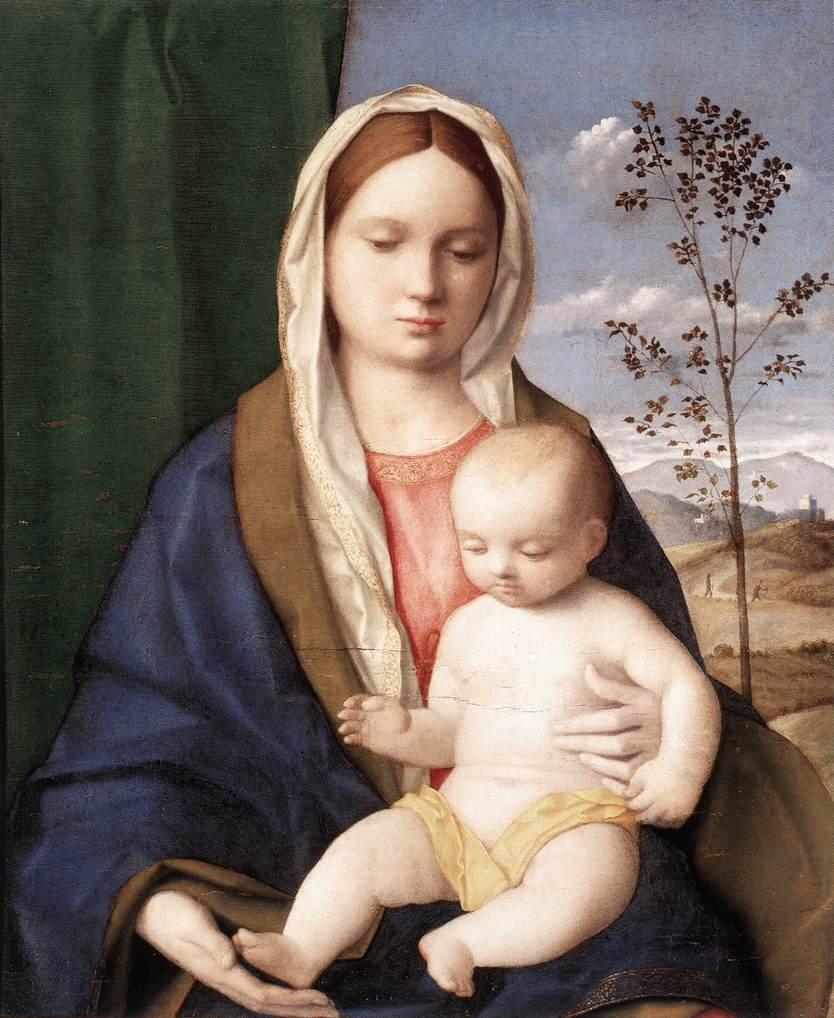
Giovanni Bellini: Madonna met Kind
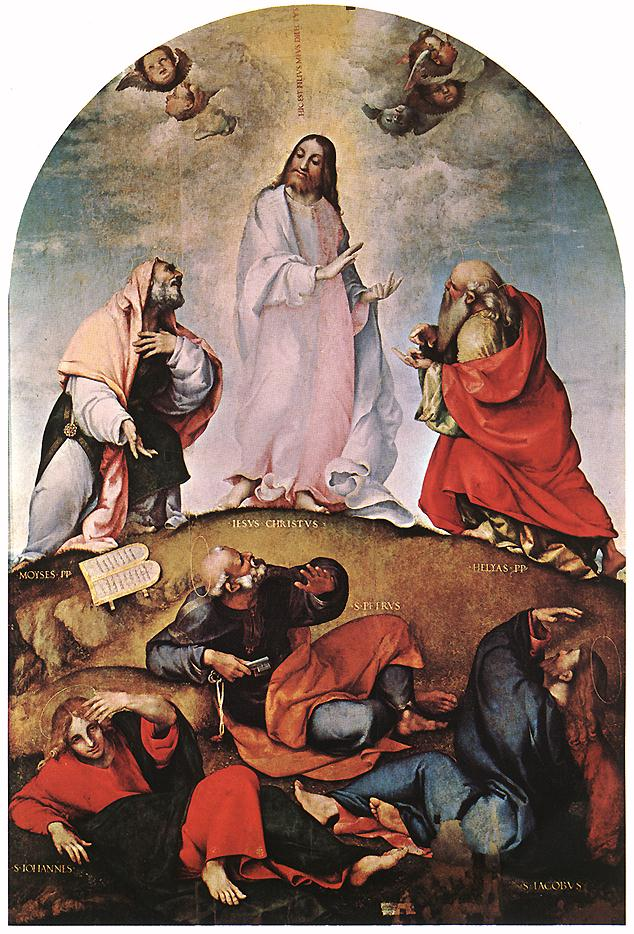
Lorenzo Lotto: Transfiguratie van Jezus

## Opvolging
- Duitse Orde - Frederik van Saksen opgevolgd door Albert van Brandenburg-Ansbach
- Holstein-Pinneberg - Otto III van Schaumburg opgevolgd door zijn broer Anton van Schaumburg
- Imeretië - Alexander II opgevolgd door zijn zoon Bagrat III
- Vietnam - Lê Tương Dực als opvolger van Lê Uy Mục

## Afbeeldingen

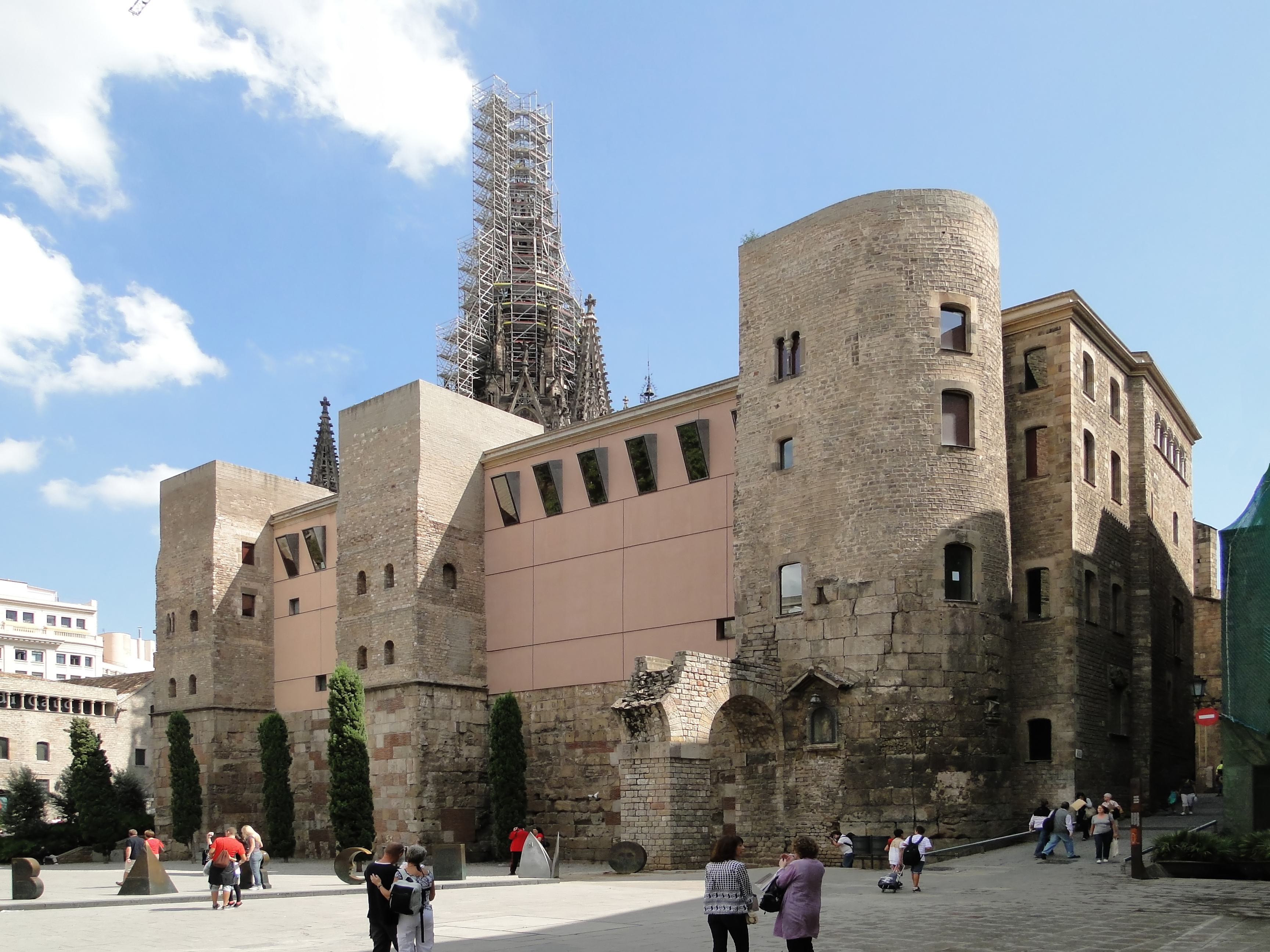
Casa de l'Ardiaca

## Geboren
- 22 juli - Alessandro de' Medici, hertog van Florence
- 11 augustus - Margaretha van Monferrato, Italiaans edelvrouw
- 25 oktober - Franciscus Borgia, generaal-overste der jezuïeten (1564-1572)
- 25 oktober - Renate, Frans prinses
- Arnoldus Arlenius, Zuid-Nederlands filosoof
- Conrad Badius, Frans drukker
- Karel van Berlaymont, Zuid-Nederlands edelman
- Elisabeth van Brandenburg, Duits edelvrouw
- François Clouet, Frans schilder
- Jacobus Curtius, Zuid-Nederlands rechtsgeleerde
- Frans I, hertog van Saksen-Lauenburg
- Cornelis van der Goude, Noord-Nederlands schilder
- Albertus Risaeus Hardenberg, Noord-Nederlands kerkhervormer
- Joost van Hardenbroek, Noord-Nederlands edelman en bestuurder
- Maarten van Horne, Zuid-Nederlands edelman
- William Howard, Engels edelman
- Cornelius Jansenius, Zuid-Nederlands bisschop en theoloog
- Pierre Lescot, Frans architect
- Paul Liebaert, Zuid-Nederlands humanist
- Lodewijk II van Longueville, Frans edelman
- Charles de Marillac, Frans diplomaat
- Gracia Mendes Nasi, Portugees zakenvrouw
- Bernard van Merode, Zuid-Nederlands edelman
- Luis Juan del Milà (~79), Spaans kardinaal
- Alonso Mudarra, Spaans componist
- Nicolaas van Nieuwland, Noord-Nederlands bisschop
- Filip Padniewski, Pools prelaat en staatsman
- Bernard Palissy, Frans ceramicist
- Gastón de Peralta, onderkoning van Nieuw-Spanje
- Regnerus Praedinius, Noord-Nederlands humanist
- Francesco de' Rossi, Italiaans schilder
- Francesco Salviati, Italiaans schilder
- Johannes Sullaqa, patriarch van de Chaldeeuws-Katholieke kerk
- Tecuichpotzin, Azteeks edelvrouw
- Focke Teyens, Fries edelman
- Benet de Tocco, Spaans politicus
- Nicolas de Villegagnon, Frans-Maltees legeraanvoerder
- Thomas Vaux, Engels dichter
- Lope de Aguirre, Spaans conquistador (jaartal bij benadering)
- Jacques Androuet du Cerceau, Frans schrijver en architect (jaartal bij benadering)
- Jacopo Bassano, Italiaans schilder (jaartal bij benadering)
- Elburg van den Boetzelaer, Nederlands abdis (jaartal bij benadering)
- Louis Bourgeois, Frans componist (jaartal bij benadering)
- Jacob de Chantraines, Zuid-Nederlands politicus (jaartal bij benadering)
- Jacobus Clemens non Papa, Nederlands componist (jaartal bij benadering)
- Ghiselin Danckerts, Nederlands componist (jaartal bij benadering)
- John Erskine, Schots edelman (jaartal bij benadering)
- Georg Forster, Duits componist (jaartal bij benadering)
- Lodewijk van Gistel, Zuid-Nederlands politicus (jaartal bij benadering)
- Hanno, olifant (jaartal bij benadering)
- Pirro Ligorio, Napolitaans architect (jaartal bij benadering)
- Aloisius Lilius, Italiaans arts en filosoof (jaartal bij benadering)
- Pierre de Manchicourt, Zuid-Nederlands componist (jaartal bij benadering)
- Cornelis Massijs, Zuid-Nederlands schilder (jaartal bij benadering)
- Ambroise Paré, Frans chirurg (jaartal bij benadering)
- Petrus Phalesius, Zuid-Nederlands muziekuitgever (jaartal bij benadering)
- Dominique Phinot, Zuid-Nederlands componist (jaartal bij benadering)
- Gonzalo Pizarro, Spaans conquistador (jaartal bij benadering)
- François Rapaert, Zuid-Nederlands arts (jaartal bij benadering)
- Robert Recorde, Welsh wiskundige (jaartal bij benadering)
- Joris van Themseke, Zuid-Nederlands politicus (jaartal bij benadering)
- Agnes van Twickelo, Noord-Nederlands edelvrouw (jaartal bij benadering)
- Judith van Twickelo, Noord-Nederlands edelvrouw (jaartal bij benadering)
- Francisco Vásquez de Coronado, Spaans conquistador (jaartal bij benadering)
- Frans Verbeeck, Zuid-Nederlands schilder (jaartal bij benadering)
- Gillis Wyts, Zuid-Nederlands bestuurder (jaartal bij benadering)

## Overleden
- 5 januari - Pierre Carré, Frans bisschop
- 27 januari - Thomas Brandon, Engels soldaat en diplomaat
- 1 februari - Sidonia van Bohemen (60), Duits edelvrouw
- 1 maart - Francisco de Almeida (~59), Portugees onderkoning van India
- 10 maart - Johann Geiler von Kaisersberg (64), Zwitsers-Duits prediker
- 12 maart - Mihnea cel Rău (~48), vorst van Wallachije (1508-1509)
- 1 april - Alexander II, koning van Georgië (1478) en Imeretië (1483-1510)
- 10 april - Jacopo IV Appiano (~50), Italiaans legerleider
- 17 mei - Sandro Botticelli (~64), Italiaans schilder
- 10 juli - Catharina Cornaro (55), koningin van Cyprus (1474-1488)
- 14 juli - Arthur (0), kroonprins van Schotland
- 27 juli - Giovanni Sforza (44), Italiaans edelman
- 17 augustus - Edmund Dudley (~48), Engels staatsman
- 17 augustus - Richard Empson (~60), Engels staatsman
- 7 september - Rudolf IV van Anhalt (~44), Duits legerleider
- 15 september - Catharina van Genua (~63), Genuees edelvrouw en mystica
- 17 september - Giorgione (~36), Italiaans schilder
- 11 november - Francesco de' Rossi (~53), Italiaans schilder
- 14 december - Frederik van Saksen (37), grootmeester van de Duitse Orde (1498-1510)
- Jan van Abroek (~70), Zuid-Nederlands kloosterstichter
- Jan van Claerhout, Zuid-Nederlands politicus
- Paolo Cortesi (~45), Italiaans humanist
- Otto III van Schaumburg (~84), Duits edelman
- Tsogye Dorje, Tibetaans vorst
- Luis Juan del Milà, Spaans kardinaal
- Johannes Michael Nagonius, Engels humanist (jaartal bij benadering)
- Adriaan van Nassau zu Reinhardstein (~65), Duits edelman (jaartal bij benadering)